# Личинівська сільська рада
Личинівська сільська рада — орган місцевого самоврядування у Камінь-Каширському районі Волинської області з адміністративним центром у с. Личини.

## Населені пункти
Сільській раді підпорядковані населені пункти:
- с. Личини

## Населення
Згідно з переписом УРСР 1989 року чисельність наявного населення сільської ради становила 710 осіб, з яких 298 чоловіків та 412 жінок.
За переписом населення України 2001 року в сільській раді мешкали 663 особи. 100 % населення вказало своєю рідною мовою українську мову.

## Склад ради
Рада складається з 14 депутатів та голови.

## Керівний склад сільської ради
| ПІБ                      | Основні відомості                                                                     | Дата обрання | Дата звільнення |
| ------------------------ | ------------------------------------------------------------------------------------- | ------------ | --------------- |
| Оксенюк Володимир Якович | Сільський голова, 1962 року народження, освіта                                        | 26.03.2006   | 31.10.2010      |
| Дунайчук Валерій Савович | Сільський голова, 1964 року народження, освіта вища, член Української Народної Партії | 31.10.2010   |                 |

Примітка: таблиця складена за даними джерела